# Struthiola tuberculosa
Struthiola tuberculosa är en tibastväxtart som beskrevs av Jean-Baptiste de Lamarck. Struthiola tuberculosa ingår i släktet Struthiola och familjen tibastväxter. Inga underarter finns listade i Catalogue of Life.